# Чахтлан, Бенедикт

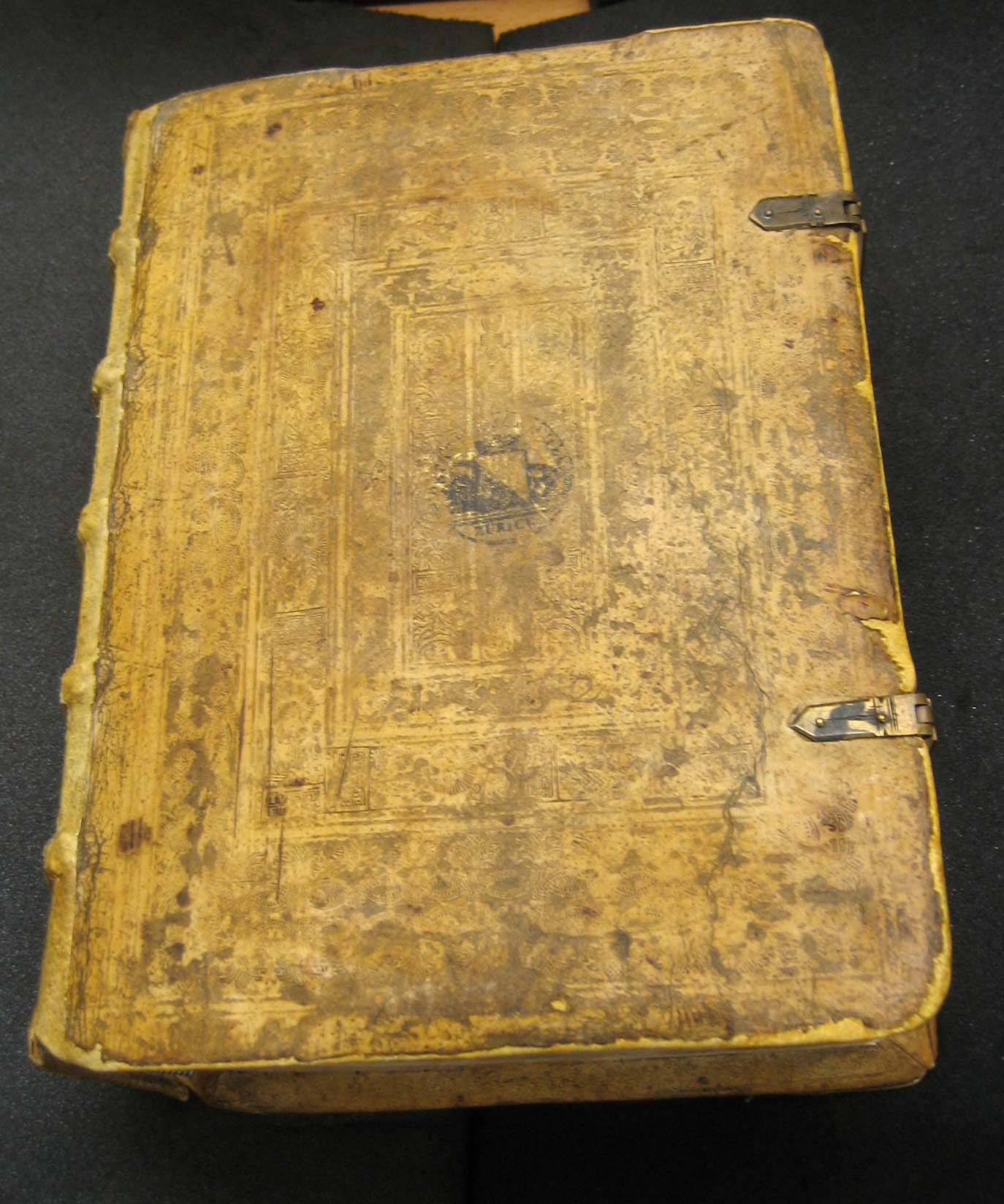
Переплёт рукописи хроники Бенедикта Чахтлана

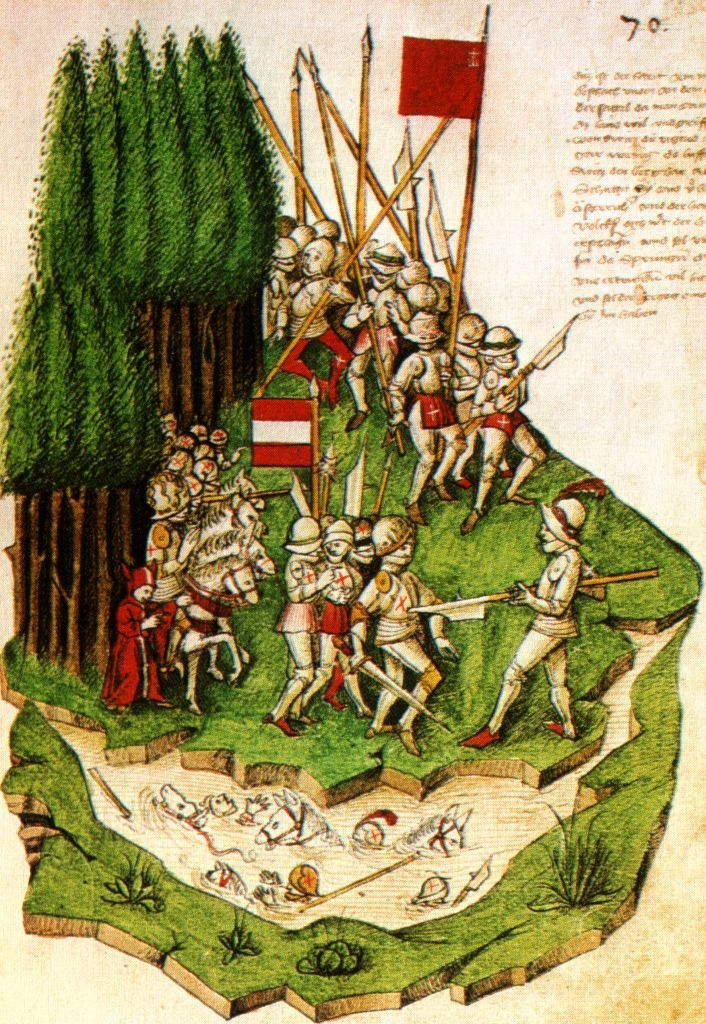
Битва при Моргартене (1315). Миниатюра из хроники Чахтлана

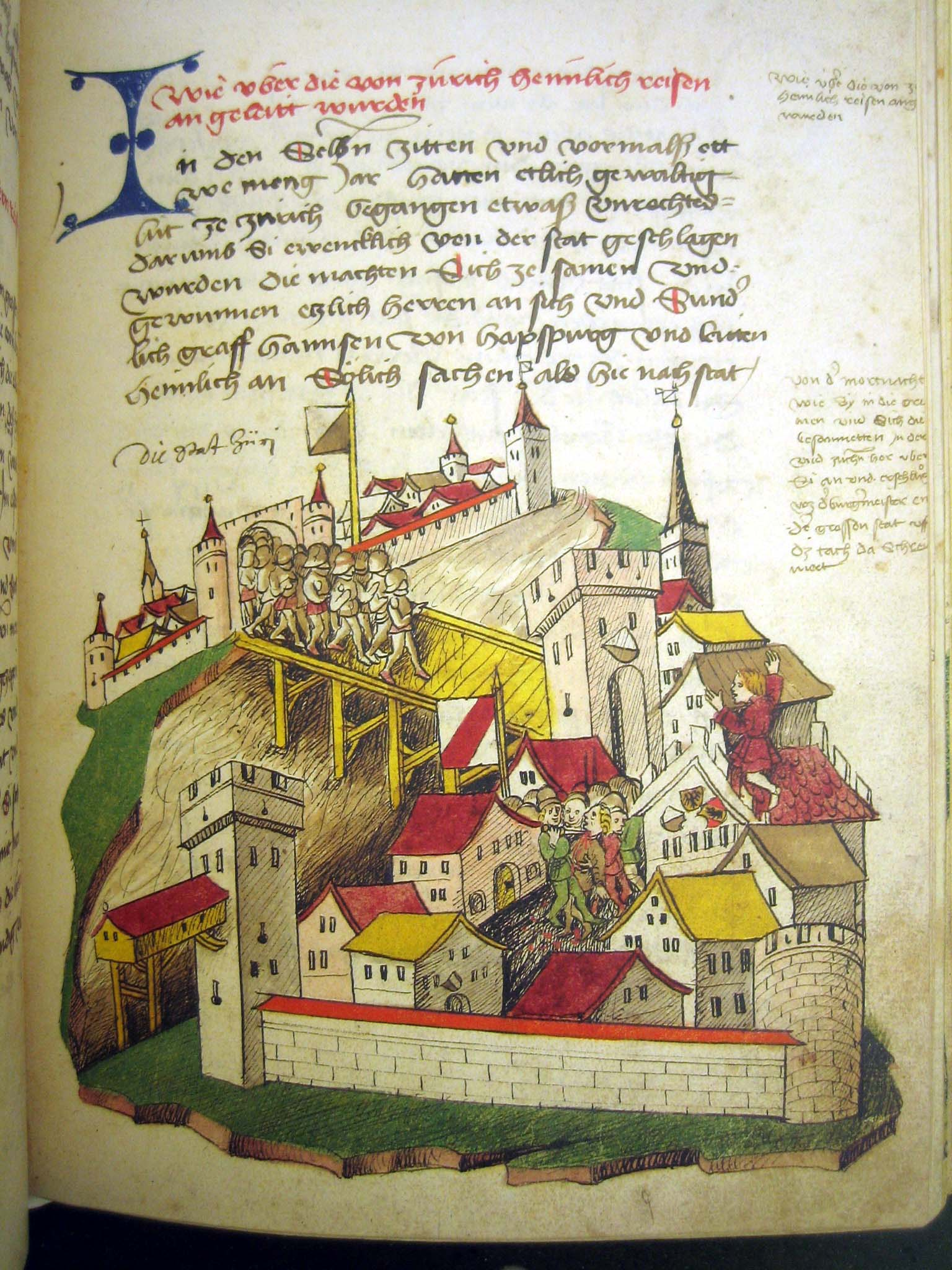
Ночная резня в Цюрихе (1350). Миниатюра из хроники Чахтлана

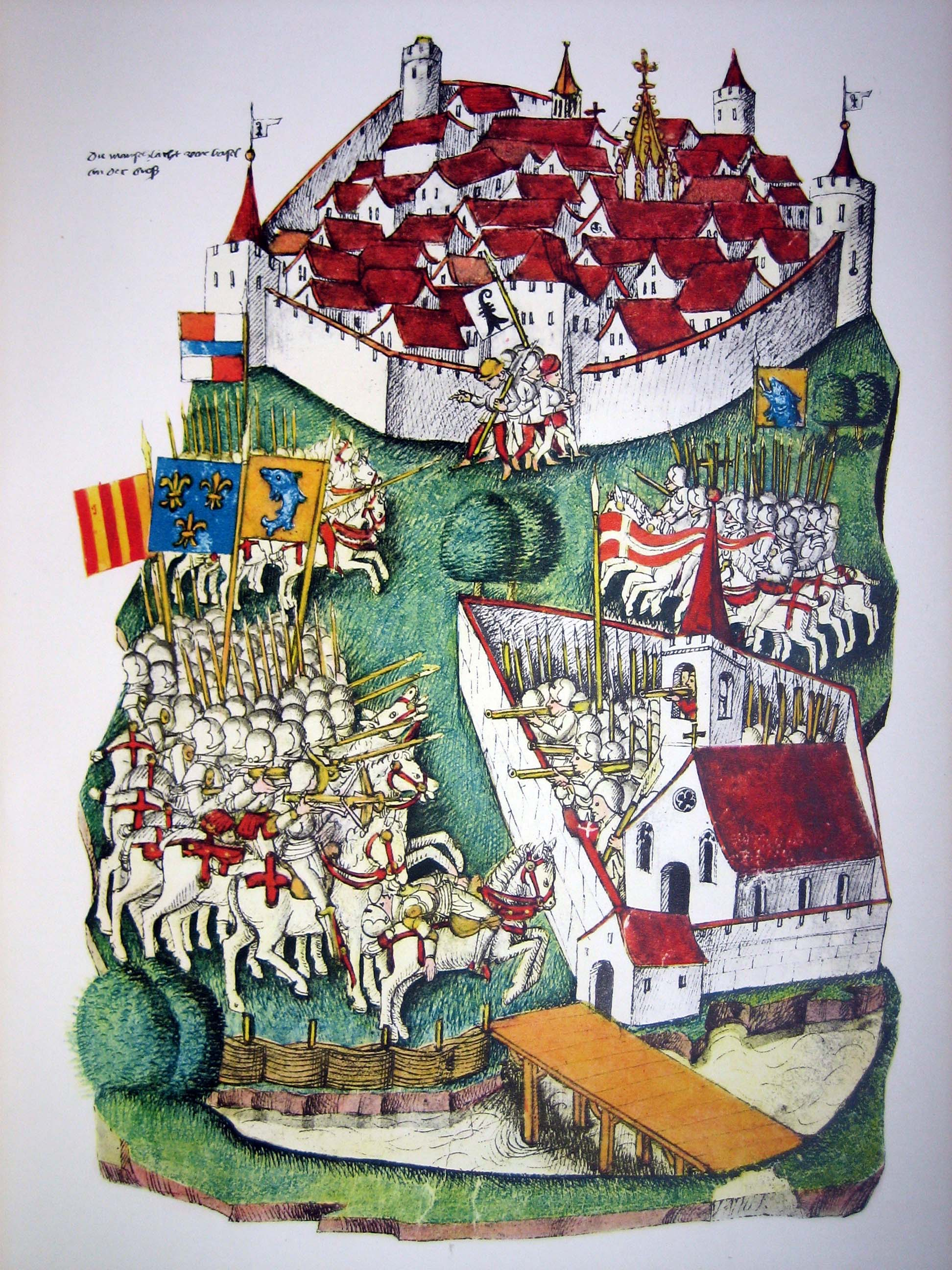
Битва при Санкт-Якобе у Бирса (1444). Миниатюра из хроники Чахтлана

Бенедикт Чахтлан (нем. Benedikt Tschachtlan; около 1420 — 1493) — швейцарский хронист, член городского совета Берна, автор иллюминированной «Хроники Чахтлана», которая является старейшей из сохранившихся швейцарских иллюстрированных хроник.

## Биография

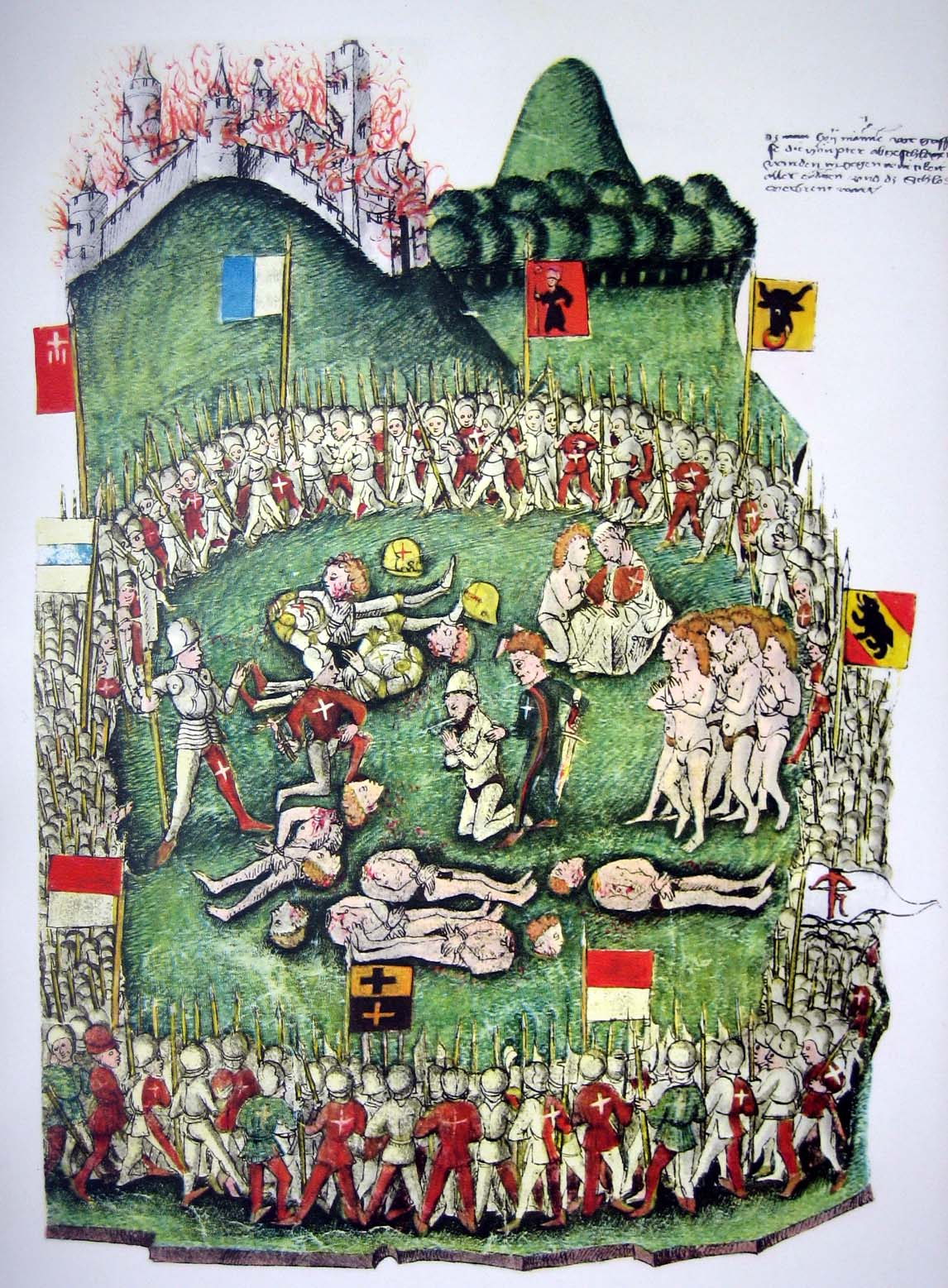
Казнь защитников Грайфензее 27 мая 1444 г. Миниатюра из хроники Чахтлана

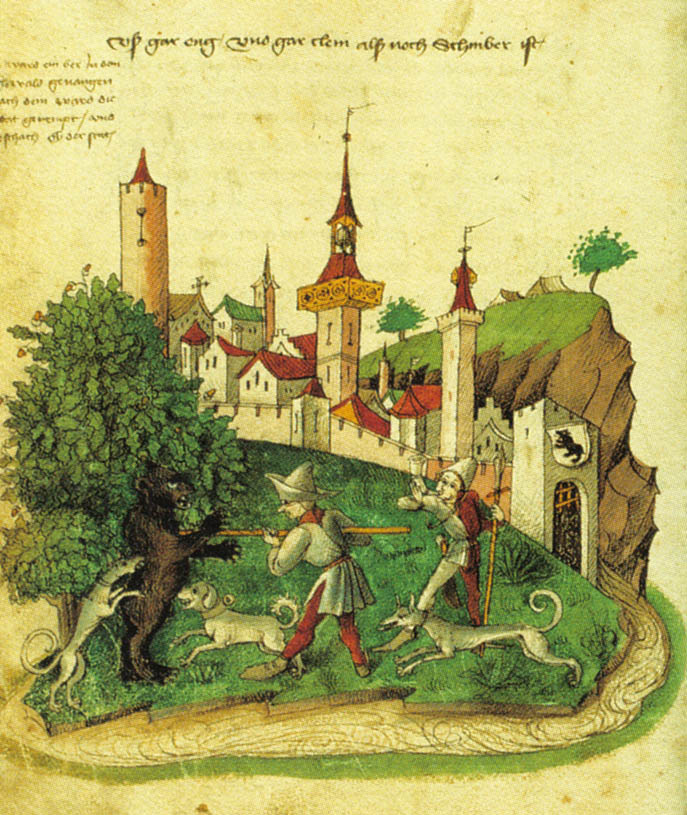
Охота на медведя близ Берна. Миниатюра из хроники Чахтлана

Родился около 1420 года в Берне, в семье зажиточного бюргера Хайнриха (или Хайнцмана) Чахтлана, ландфогта в Арберге, ставшего в 1422 году членом бернского городского совета. В юности, вероятно, был мясником, затем торговал скотом. Данные об образовании отсутствуют.
В 1448 году стал членом городского совета Берна. Начиная с 1451 года, занимал ряд важных официальных должностей, принимая активное участие в политической жизни города, курировал вопросы строительства, экономику, финансы, судебные дела, осуществляя также контроль над церковными учреждениями. С 1451 года заседал в Большом Совете Берна, а в 1455-м, с 1464 по 1467-й, с 1468 по 1491-й, и в 1493-м гг. — в Малом Совете. В 1457 году стал членом престижного патрицианского «Общества Чертополоха», благодаря которому завёл нужные связи, в частности, познакомившись с городскими летописцами Генрихом Диттлингером и Диболдом Шиллингом Старшим.
С 1467 года занимал должность винного откупщика — умгельтнера (нем. Umgeltner), а с 1469 по 1473 год исполнял обязанности веннера (нем. Venner), второго после шультгейса лица в городской администрации. В 1469—1474 годах несколько раз избирался представителем кантона Берн на федеральном собрании — тагзатцунге. В 1469 году был посланником в Швице, в 1471 году — в Бадене, в 1472 году — в Цуге, в 1473 и 1477 годах — в Люцерне. В 1470 году был членом Арбитражного суда, в 1465—1483 годах — фогтом аббатства Фраубруннен, а в 1471 году — Госпитального братства Св. Антония. В 1475 году числился в документах Берна в качестве землевладельца, а в 1484 году — мясника.
Умер в 1493 году в Берне.

## Семья
В 1452 году женился на Маргарите Шерер из Бургдорфа, вдове мясника Ганса фон Кинталя из Бургдорфа, от которой имел, как минимум, троих детей, двоих сыновей, один из которых, Никлаус, был монахом-картезианцем Торбергской обители в Краухтале, а другой, Бенедикт, очевидно, рано умер, и дочь Маргариту, вышедшую замуж за Александра Стокера из Шаффхаузена.
Согласно налоговым спискам за 1448 год, имел сестёр Анну и Маргариту.

## Сочинения
Основным историческим трудом Бенедикта Чахтлана является т. н. «Хроника Чахтлана» (нем. Tschachtlanchronik), иногда называемая просто «Бернской хроникой» (нем. Berner Chronik), на средневерхненемецком языке, законченная в 1470 году. Она составлялась не по официальному распоряжению, а в частном порядке, и охватывает события с 1191 по 1470 год.
Первая часть хроники Чахтлана представляет собой практически дословное изложение более ранней бернской хроники Конрада Юстингера, доведённой до 1421 года. Начиная с 1424-го, и кончая 1470 годом излагаются оригинальные сведения, источником для которых, помимо документов городских архивов, послужили исторические сочинения Ганса Фрюнда (особенно применительно к событиям Старой Цюрихской войны) и вышеназванного Диболда Шиллинга. Последний предположительно мог быть редактором заключительной части хроники Чахтлана.
Бумажная рукопись хроники из примерно 1000 листов содержит 230 цветных, в основном полностраничных, миниатюр. Они были выполнены как самим Чахтланом, так и городским советником Генрихом Диттлингером, которого некоторые исследователи считают основным автором текста. Изображения на них довольно детальны и исторически точны, однако являются достоверными источниками применимо лишь ко второй половине XV столетия, но не к более ранним периодам. Почти 200 миниатюр заключают в себе батальные сцены, остальные фиксируют общественно-политические, судебно-юридические, религиозные и бытовые сцены, в том числе из местной городской и сельской жизни, а также красочные виды городов, представленные нередко в виде рельефных ландшафтных разрезов.
Рукопись «Хроники Чахтлана» находилась в частных руках до 1787 года, когда была приобретена городской библиотекой Цюриха, где и хранится ныне под шифром A 120. В начале XVII столетия её скопировал бернский историк Михаэль Стеттлер, использовавший её в собственной «Швейцарской хронике» (нем. Stettler Schweizerchronik) (1626).
В 1820 году она была опубликована в Берне Иоганном Рудольфом Виссом и Рудольфом Иммануилом Штирлином. Новейшее факсимильное издание выпущено было в 1985—1988 годах в Люцерне под редакцией швейцарских историков Паскаля Ладнера Альфреда Андреаса Шмида и Винценца Бартломе.

## Публикации
- Bendicht Tschachtlans Berner-Chronik von dem Jahre 1421 bis in das Jahr 1466, hrsg. von E. Stierlin und J. R. Wyss. — Bern, 1820.
- Tschachtlan Berner Chronik 1470, introd. H. Bloesch, L. Forrer, P. Hilber, cur. R. Durrer, Genf. — Zürich, 1933.
- Bendicht Tschachtlan. Tschachtlans Bilderchronik. Hrsg. von Vinzenz Bartlome, Pascal Ladner, Alfred Andreas Schmid. — Luzern: Faksimile-Verlag, 1985—1988. — ISBN 978-3856720285.